# Nornalupia megacephala
Nornalupia megacephala – gatunek chrząszcza z rodziny biegaczowatych i podrodziny Harpalinae. Endemit Australii Zachodniej.

## Taksonomia
Gatunek ten opisany został po raz pierwszy w 2003 roku przez Borisa Katajewa. Rozróżniany był już w XIX wieku przez Maximiliena Chaudoira, jednak autor ów nie dokonał jego formalnego opisu. Jako miejsce typowe Katajew wskazał W Gully Road w Parku Narodowym Walpole-Nornalup w Australii. Epitet gatunkowy wywodzi się z greki i oznacza „wielkogłowa”.
N. megacephala i N. impuncta to gatunki siostrzane i wikarianckie.

## Morfologia
Samce osiągają od 6,2 do 6,6 mm długości i od 2,4 do 2,6 mm szerokości, samice zaś od 6,4 do 7,6 mm długości i od 2,6 do 2,9 mm szerokości ciała. Kształt ciała jest wydłużony, wysklepiony. Ubarwienie jest ciemnobrązowe do niemal czarnego z rudobrązowymi wargą górną oraz krawędziami przedplecza i pokryw, a brązowymi: czułkami, głaszczkami i odnóżami. Wierzch ciała jest lśniący, ale bez połysku metalicznego.
Głowa jest bardzo duża, dłuższa od przedplecza, tylko niewiele węższa od niego i niemal tak samo wysoka jak ono. Punktowanie głowy ma zmienną grubość i rozległość, a poza nim jej powierzchnia jest izodiametrycznie mikrosiateczkowana. Oczy są bardzo małe i płaskie, niewiele większe niż u N. impuncta.
Przedplecze jest od 1,4 do 1,54 raza szersze niż dłuższe, najszersze w przedniej ⅓, tuż za chetoporami bocznymi. Kąty przednie są drobne i ostre, słabo wystające. Brzegi boczne są na przedzie zaokrąglone, a dalej prosto lub lekko faliście zbieżne ku tyłowi. Kąty tylne są rozwartokątne. Powierzchnia przedplecza jest z wyjątkiem niewielkiej części środkowej grubo punktowana. Pokrywy są podługowato-owalne, o wydatnych, zaostrzonych, ale pozbawionych ząbka kątach barkowych. Na międzyrzędzie trzecim występuje jeden, wyjątkowo dwa chetopory dorsalne, natomiast na międzyrzędach piątym i siódmym brak ich zupełnie. Mikrorzeźba pokryw w postaci delikatnej, poprzecznej siateczki dostrzegalna jest tylko miejscami. Tylna para skrzydeł nie występuje. Odnóża są smukłe, u samców z lekko rozszerzonymi stopami pary przedniej i środkowej. Golenie przedniej pary zwieńczone są trzema kolcami i lancetowatą ostrogą.
Genitalia samca mają środkowy płat edeagusa łukowaty, na szczycie zakrzywiony ku górze i w prawo, dłuższą niż szerszą i niesymetryczną blaszkę końcową o wąsko zaokrąglonym wierzchołku oraz woreczek wewnętrzny z małymi, ale większymi niż u N. impuncta kolcami ułożonymi w dłuższy niż u N. impuncta łańcuszek.

## Ekologia i występowanie
Owad endemiczny dla Australii, znany tylko z południowo-zachodniej części Australii Zachodniej, ograniczony w swym zasięgu do terenów Parku Narodowego Walpole-Nornalup. Zasiedla lasy i zadrzewienia, gdzie bytuje w ściółce pod eukaliptusami i rzewniami. Żeruje prawdopodobnie na nasionach (spermatofagia), do których miażdżenia przystosowaniem jest duża głowa.